# Joseph Hirschel
Johann Joseph Hirschel (* November 1817 in Heidesheim; † 19. September 1885 in Mainz) war ein deutscher katholischer Theologe.

## Leben
Nach dem Besuch des Gymnasiums in Mainz studierte Joseph Hirschel an den Universitäten Gießen und Bonn zunächst Rechtswissenschaften und später Katholische Theologie. 1840 wurde er Mitglied des Corps Rhenania Bonn. Nach der Promotion wurde er katholischer Priester. Er war Domkapitular im Mainzer Domkapitel und Professor für Kirchenrecht am Priesterseminar Mainz. Als Ultramontanist stand er in strikter Gegnerschaft zur Altkatholischen Kirche.

## Schriften
- Das Eigenthum an den katholischen Kirchen nebst Zugehörungen nach der französischen Gesetzgebung namentlich in Bezug auf die deutschen Landestheile des linken Rheinufers mit besonderer Berücksichtigung der Entscheidungen des großherzoglich hessischen Cassationshofes
- Geschichte der Stadt und des Bisthums Mainz, 1855
- Das Staats- und Gemeinde-Einkommen der Geistlichen nach canonischem und französischem Rechte, etc, 1868
- Geschichte der Zivilehe in Frankreich, 1873
- Das kirchliche Verbot für die Katholiken bezüglich des Mitgebrauches der den sogenannten Altkatholiken zur Benutzung eingeräumten Kirchen, 1875